# Sammlung Reinhard Klimmt
Die Sammlung „Reinhard Klimmt“ ist eine Privatsammlung traditioneller afrikanischer Kunst im Besitz des deutschen Politikers Reinhard Klimmt (SPD).

## Geschichte und Zusammensetzung der Sammlung
Von Jugend an sammelt Klimmt mit zunehmender Systematik Bücher und afrikanische Objekte. Geographisch deckt seine Sammlung alle Teile Afrikas südlich der Sahara ab mit Schwerpunkten im Westen und im Zentrum des Kontinents. Neben klassischen Kunstwerken wie Skulpturen und Masken legt Klimmt sein Augenmerk besonders auf ethnographische Themen wie Türen und Kopfbedeckungen. Insgesamt umfasst die Sammlung mehr als 300 Einzelobjekte.

## Rezeption und Kritik
In verschiedenen Städten im In- und Ausland ausgestellte und in einer Reihe von Büchern publizierte Teile der Sammlung stießen auf Zustimmung wie Kritik.
So wurden die Ästhetik der Objekte gelobt und ihr Potential, das Verständnis afrikanischer Kulturen zu fördern, so von Gerhard Schröder.
Kritiker wiesen dagegen darauf hin, dass große Teile der Sammlung Fälschungen seien. Dem widersprach Klimmt unter Berufung auf Gutachten anderer Experten.
Daraufhin fanden geplante Ausstellungen der Sammlung in Prag und Luxemburg nicht statt. Im Jahr 2012 wurden Teile der Sammlung zusammen mit Stücken anderer Leihgeber in Baden-Baden ausgestellt, wobei klargestellt wurde, dass die Authentizität der Objekte keine Relevanz für die Ausstellung habe.

## Ausstellungen (Auswahl)
- Africa is in my mind. Vertretung des Saarlands, Berlin 2002.
- Africa is in my mind. Saarlandmuseum, Saarbrücken 2003.
- Klimmt Schottdorf Afrika, Stadtmuseum St. Wendel 2007.
- Habari Afrika! Staatliches Städtisches Skulpturenmuseum St. Petersburg, 2010.
- Afrika mit eigenen Augen, Kunsthalle Baden-Baden, 2012.